# 1978-as Formula–1 argentin nagydíj
Az argentin nagydíj volt az 1978-as Formula–1 világbajnokság szezonnyitó futama.

## Futam
| Helyezés | #  | Versenyző          | Csapat/Motor       | Körök | Idő/Kiesés oka     | Rajthely | Pontszám |
| -------- | -- | ------------------ | ------------------ | ----- | ------------------ | -------- | -------- |
| 1        | 5  | Mario Andretti     | Lotus-Ford         | 52    | 1:37:04,47         | 1        | 9        |
| 2        | 1  | Niki Lauda         | Brabham-Alfa Romeo | 52    | +13,21             | 5        | 6        |
| 3        | 4  | Patrick Depailler  | Tyrrell-Ford       | 52    | +13,64             | 10       | 4        |
| 4        | 7  | James Hunt         | McLaren-Ford       | 52    | +16,05             | 6        | 3        |
| 5        | 6  | Ronnie Peterson    | Lotus-Ford         | 52    | +1:14,85           | 3        | 2        |
| 6        | 8  | Patrick Tambay     | McLaren-Ford       | 52    | +1:19,90           | 9        | 1        |
| 7        | 11 | Carlos Reutemann   | Ferrari            | 52    | +1:22,60           | 2        |          |
| 8        | 12 | Gilles Villeneuve  | Ferrari            | 52    | +1:38,88           | 7        |          |
| 9        | 14 | Emerson Fittipaldi | Fittipaldi-Ford    | 52    | +1:40,60           | 17       |          |
| 10       | 20 | Jody Scheckter     | Wolf-Ford          | 52    | +1:43,50           | 15       |          |
| 11       | 9  | Jochen Mass        | ATS-Ford           | 52    | +1:49,07           | 13       |          |
| 12       | 10 | Jean-Pierre Jarier | ATS-Ford           | 51    | +1 kör             | 11       |          |
| 13       | 30 | Brett Lunger       | McLaren-Ford       | 51    | +1 kör             | 24       |          |
| 14       | 3  | Didier Pironi      | Tyrrell-Ford       | 51    | +1 kör             | 23       |          |
| 15       | 17 | Clay Regazzoni     | Shadow-Ford        | 51    | +1 kör             | 16       |          |
| 16       | 26 | Jacques Laffite    | Ligier-Matra       | 50    | Motorhiba          | 8        |          |
| 17       | 16 | Hans-Joachim Stuck | Shadow-Ford        | 50    | +2 kör             | 18       |          |
| 18       | 19 | Vittorio Brambilla | Surtees-Ford       | 50    | +2 kör             | 12       |          |
| Kiesett  | 2  | John Watson        | Brabham-Alfa Romeo | 41    | Motorhiba          | 4        |          |
| Kiesett  | 27 | Alan Jones         | Williams-Ford      | 36    | Üzemanyag rendszer | 14       |          |
| Kiesett  | 22 | Danny Ongais       | Ensign-Ford        | 35    | Elosztó            | 21       |          |
| Kiesett  | 23 | Lamberto Leoni     | Ensign-Ford        | 28    | Motorhiba          | 22       |          |
| Kiesett  | 37 | Arturo Merzario    | Merzario-Ford      | 9     | Differenciálmű     | 20       |          |
| Kiesett  | 18 | Rupert Keegan      | Surtees-Ford       | 4     | Túlmelegedés       | 19       |          |
| NK       | 25 | Héctor Rebaque     | Lotus-Ford         |       |                    |          |          |
| NK       | 32 | Eddie Cheever      | Theodore-Ford      |       |                    |          |          |
| NK       | 24 | Divina Galica      | Hesketh-Ford       |       |                    |          |          |

## Statisztikák
Vezető helyen:
- Mario Andretti: 10 (1-52)

Mario Andretti 7. győzelme, 10. pole-pozíciója, Gilles Villeneuve 1. leggyorsabb köre.
- Lotus 64. győzelme.

Didier Pironi és Eddie Cheever első versenye.